# Liste der Straßen in Essen-Gerschede
Die Liste der Straßen in Essen-Gerschede beschreibt das Straßensystem im Essener Stadtteil Gerschede mit den entsprechenden historischen Bezügen.

## Überblick
In Gerschede leben 7749 Einwohner (30. September 2022) auf einer Fläche von 1,51 km². Der Stadtteil zählt zum Stadtbezirk IV Borbeck. Der Großteil des Stadtteils zählt mit Dellwig zum Postleitzahlenbezirk 45357. Die Levinstraße im Nordosten allerdings gehört wie Bergeborbeck, Vogelheim und Teile von Bochold zum Bezirk 45356.
Der Stadtteil wird – im Westen beginnend – im Uhrzeigersinn folgendermaßen begrenzt:
 Reuenberg, Kraienbruch, Levinstraße und Haus-Horl-Straße zu Dellwig, Friedhof Dellwig zu Bergeborbeck, Kleingartenanlage Weidkamp, Levinstraße, Dornebergsweg und Pausmühlenbach zu Borbeck-Mitte, Gerschermannweg, Wiedbach, Bieberweg, Ackerstraße, Triftstraße, Mayskamp, Hagedornstraße und Hugo-Knippen-Straße zu Bedingrade.
In Gerschede gibt es 50 benannte Verkehrsflächen, darunter keinen Platz. 18 Straßen davon befinden sich nur teilweise im Stadtteil.
 Levinstraße, Kraienbruch und Reuenberg bilden die Grenze zu Dellwig, Donnerstraße und Haus-Horl-Straße verlaufen in beiden Stadtteilen. Donnerstraße, Dornebergweg, Düppenberg, Hülsmannstraße, Levinstraße und Pausmühlenstraße werden in Borbeck-Mitte fortgeführt. Ackerstraße, Bieberweg, Gerschermannweg, Hagedornstraße, Hugo-Knippen-Straße, Mayskamp, Reuenberg, Triftstraße, Wiedbach und Wilmsweg gehören teilweise zu Bedingrade.
Durch Gerschede verlaufen die beiden Landesstraßen L 229 auf der Donnerstraße und L 445 auf dem Reuenberg.
Im Stadtteil gibt es zwei Themengruppen. Zum Bau der Siedlung im Südwesten, zwischen Ackerstraße und Wiedbach, wurden vor allem Bimssteine aus dem Raum Neuwied verwendet. Daher beziehen sich die hier befindlichen Straßennamen alle auf den Raum Neuwied: Bieberweg, Engersgau, Neuwiedweg, Raiffeisenweg, Rengsdorfer Heim und Wiedbach. Die Straßennamen in der Kruppschen Siedlung von 1939 im Nordwesten beziehen sich auf die Zeit des Kolonialismus und sind so eine deutliche Spur nationalistischen und nationalsozialistischen Gedankenguts im Gerscheder Straßensystem. Zu dieser Themengruppe gehören die Askaristraße, die Gustav-Nachtigal-Straße, die Hansemannstraße, die Kamerunstraße, die Samoastraße, die Südseestraße, die Tangabucht und der Windhukweg sowie die inzwischen umbenannte Karl-Peters-Straße.

## Übersicht der Straßen und Plätze
Die nachfolgende Tabelle gibt eine Übersicht über die vorhandenen Straßen, Wege und Plätze im Stadtteil sowie einige dazugehörige Informationen.
- Name: aktuelle Bezeichnung der Straße.
- Länge/Maße in Metern:
 Die in der Übersicht enthaltenen Längenangaben sind gerundete Übersichtswerte, die in Google Earth mit dem dortigen Maßstab ermittelt wurden. Sie dienen Vergleichszwecken und werden, sofern amtliche Werte bekannt sind, ausgetauscht und gesondert gekennzeichnet.
 Der Zusatz (im Stadtteil) gibt an, dass die Länge die des Straßenabschnitts innerhalb des Stadtteils ist, da die Straße in benachbarte Stadtteile weitergeführt wird.
 Der Zusatz (ohne Stichstraßen) gibt bei verzweigten Straßen die Länge der „Hauptstraße“ an.
- Herleitung: Ursprung oder Bezug des Namens
- Datum der Benennung: amtliche Erstbenennung
- Anmerkungen: zusätzliche Informationen
- Bild: Foto der Straße oder eines anliegenden Objekts

| Name                      | Länge/Maße (in Metern)       | Herleitung                                                                        | Datum der Benennung | Bemerkungen | Bild                                             |
| ------------------------- | ---------------------------- | --------------------------------------------------------------------------------- | ------------------- | --- | ------------------------------------------------ |
| Ackerstraße               | 280 (im Stadtteil)           | angelegt auf einem Acker                                                          | 9. Juli 1915        | Die Ackerstraße wurde auf einem Acker des Bauern Gimken angelegt und trägt daher ihren Namen. Sie beginnt am Möllhoven in Bedingrade und führt in einem leichten Bogen bis hinter den Düppenberg. Ein Teil der Straße hieß bis 1915 Bornstraße. |                                                  |
| Askaristraße              | 150                          | Askari, Bezug auf Kolonien                                                        | 26. Mai 1939        | Als Askari wurden die eingeborenen Soldaten der deutschen Schutztruppe in Deutsch-Ostafrika bezeichnet. Beim Bau der Kruppschen Siedlung 1939 benannte man alle Straßen in Bezug auf die Zeit des deutschen Kolonialismus. Die Askaristraße führt als Stichstraße von der Bischof-Franz-Wolf-Straße westwärts bis zur Pauluskirche. |                                                  |
| Bieberweg                 | 150                          | Ober- und Niederbieber, Stadtteile von Neuwied                                    | 21. Okt. 1938       | Beim Bau der Siedlung im Süden von Gerschede wurden vor allem Bimssteine aus der Umgebung von Neuwied verwendet. Daher wurden die Straßen dort mit Bezug zu Neuwied benannt. Der Bieberweg ist die westlichste dieser Straßen zwischen Wiedbach- und Ackerstraße. |                                                  |
| Bischof-Franz-Wolf-Straße | 550                          | Bischof Franziskus Wolf, 1876–1944, Missionar und Bischof der katholischen Kirche | 14. Juni 2003       | Der gebürtige Borbecker Franziskus Wolf war ein Steyler Missionar, römisch-katholischer Bischof sowie Apostolischer Vikar von Ost-Neuguinea. 2003 wurde die ehemalige Karl-Peters-Straße nach ihm benannt. Die Bischof-Franz-Wolf-Straße führt vom Düppenberg leicht bogenförmig nordwärts zur Münstermannstraße. |                                                  |
| Donnerstraße              | 750 (im Stadtteil)           | überlieferter Name                                                                | 30. Apr. 1891       | Der Name Donnerstraße ist seit 1668 belegt und könnte auf das Donrebergsgut in Gerschede zurückgehen. Dieser Name wurde 1891 als amtliche Bezeichnung bestätigt. Die Donnerstraße führt von Dellwig nach Borbeck-Mitte und durchquert dabei Gerschede. |                                                  |
| Dornebergweg              | 80 (im Stadtteil)            | Dornebergkotten, altes Bauerngut                                                  | 20. Sep. 1972       | Der Dornebergweg ist nach dem kleinen Dornebergkotten benannt, der Eigentum der Alten Vikarie am Essener Münster war. Der Weg bildet eine Stichstraße zur Levinstraße und liegt nur zu Teilen in Gerschede. |                                                  |
| Düppenberg                | 500 (im Stadtteil)           | Düppenberg, alter Flurname                                                        | 9. Juli 1915        | Der Name Düppenberg ist seit 1668 belegt und wurde 1915 Name der ehemaligen Steinstraße. Die Straße Düppenberg führt von der Gerscheder Straße in einem kleinen Bogen nach Borbeck-Mitte. |                                                  |
| Eggebrechthang            | 470 (ohne Stichstraßen: 350) | Eggebrechtshof, altes Bauerngut                                                   | 2. Dez. 1965        | In Gerschede sind seit 1668 die beiden Höfe Eggebrecht und Kleine-Eggebrecht belegt. Der Eggebrechthang führt von der Kamerunstraße nordwärts bis hinter die Eggebrechtstraße und ist daher in Anlehnung an diese benannt. |                                                  |
| Eggebrechtstraße          | 300                          | Eggebrechtshof, altes Bauerngut                                                   | 9. Juli 1915        | In Gerschede sind seit 1668 die beiden Höfe Eggebrecht und Kleine-Eggebrecht belegt. Nach diesen ist die Straße zwischen Reuenberg und Eggebrechthang benannt. |                                                  |
| Engersgau                 | 170                          | Engersgau, Gebiet um Neuwied                                                      | 21. Okt. 1938       | Beim Bau der Siedlung im Süden von Gerschede wurden vor allem Bimssteine aus der Umgebung von Neuwied verwendet. Daher wurden die Straßen dort mit Bezug zu Neuwied benannt. Die Straße Engersgau ist die dritte dieser Straßen (von Südwesten aus gezählt) zwischen Ackerstraße und Wiedbach. |                                                  |
| Ewald-Dutschke-Straße     | 400                          | Ewald Dutschke, 1911–1989, Mitbegründer von RuWa Dellwig                          | 12. Sep. 1990       | Ewald Dutschke war einer der Mitbegründer des Vereins Rasen- und Wassersport Dellwig, Gründer und langjähriger Vorsitzender der Kanuabteilung des Vereins sowie bis zu seinem Tod am 22. Dezember 1989 Mitglied im Vorstand und im Ältestenrat des Vereins RuWa Dellwig. Nach dem Zweiten Weltkrieg war er einer der Hauptinitiatoren für den Aufbau des Bootshauses, der Sportanlage und der Turnhalle an der Levinstraße sowie des Freibads Hesse in Dellwig. Die nach ihm benannte Ewald-Dutschke-Straße führt vom Kraienbruch ostwärts, dann nordwärts zum Reinhold-Unterberg-Weg. |                                                  |
| Gerscheder Straße         | 950                          | nach Gerschede selbst benannt                                                     | 30. Apr. 1891       | Die Gerscheder Straße beginnt am Reuenberg, durchquert den Stadtteil und ist daher nach ihm benannt. Sie endet an der Münstermannstraße. Bis 1933 war der westliche Teil dem Düppenberg, vor 1915 der Steinstraße, zugeordnet. |                                                  |
| Gerscheder Weiden         | 500                          | altes Gerscheder Weideland                                                        | 2. Dez. 1965        | Das Gelände wurde früher als Weideland genutzt und lag auf der alten Viehtrift von Gerschede. Daher erhielt die Straße 1965 den Namen Gerscheder Weiden. Zuvor war sie Teil der Weidenstraße, die bis dahin durch die Bahnstrecke in zwei Teile getrennt war, von denen der südliche heute noch Weidenstraße heißt. Bis 1915 trugen beide Teile zusammen den Namen Wiesenstraße. Die heutige Straße Gerscheder Weiden bildet einen Bogen südlich der Levinstraße. |                                                  |
| Gerschermannweg           | 550                          | Hof zu Gerschede (Gerschermann), altes Bauerngut                                  | 21. Okt. 1938       | Im 14. Jahrhundert war der Hof zu Gerschede ein Lehensgut der Familie von Knippenburg. In der Landmatrikel 1668 wird der Aufsitzer Wilhelm zu Gerschede auch Gerschermann genannt. 1914 brannte der Hof Gerschermann ab und wurde nicht wieder aufgebaut. Der nach dem Hof benannte Gerschermannweg führt vom Möllhoven in Bedingrade in einem Bogen zum Wilmsweg. Zwischen Wiedbach und Möllhoven bildet er die Grenze zu Bedingrade. |                                                  |
| Gustav-Nachtigal-Straße   | 190                          | Gustav Nachtigal, 1834–1885, deutscher Afrikaforscher                             | 26. Mai 1939        | Gustav Nachtigal war Afrikaforscher und Reichskommissar. Beim Bau der Kruppschen Siedlung 1939 benannte man alle Straßen in Bezug auf die Zeit des deutschen Kolonialismus. Die Gustav-Nachtigal-Straße verbindet Hansemann- und Hülsmannstraße. |                                                  |
| Hagedornstraße            | 120 (im Stadtteil)           | Kotten Hagedorn, altes Bauerngut                                                  | 9. Juli 1915        | Der Kotten Hagedorn war ein Leibgewinngut des Damenstiftes Stoppenberg und wird 1545 erstmals erwähnt. Bis das Bauerngut 1892 in die Hände der Firma Hirschland & Gen. übergeht, sind viele Aufsitzer des Hofes namens Hagedorn belegt. Seit 1830 ist Heinrich Hagedorn uneingeschränkter Eigentümer des Kottens. Die Hagedornstraße liegt größtenteils in Bedingrader Gebiet, bildet aber zwischen Hugo-Knippen-Straße und Mayskamp die Grenze zwischen Bedingrade und Gerschede. Ursprünglich hieß sie Hagstraße.                                                                    |                                                  |
| Hansemannstraße           | 280                          | Adolph von Hansemann, 1826–1903, deutscher Unternehmer                            | 26. Mai 1939        | Adolph von Hansemann war ein deutscher Unternehmer und Bankier, der auch im Kolonialismus aktiv war. Beim Bau der Kruppschen Siedlung 1939 benannte man alle Straßen in Bezug auf die Zeit des deutschen Kolonialismus. Die Hansemannstraße bildet die Verlängerung der Kamerunstraße hinter der Gerscheder Straße und führt bis zur Bischof-Franz-Wolf-Straße. |                                                  |
| Haus-Horl-Straße          | 210 (im Stadtteil)           | Haus Horl, Rittergut                                                              | 9. Juli 1915        | Das adlige Rittergut Haus Horl befand sich bis 1573 im Besitz der Familie op dem Berg van Horle. Über verschiedene andere Familien gelangte es an das Waisenhaus in Steele. Im Laufe der Zeit wurde es mehrfach verpachtet, bis es schließlich im Zuge des Kanalbaus und der Erweiterung der Kruppschen Stahlfabrik aufgegeben wurde. Die Haus-Horl-Straße führt in der Nähe des Guts aus Dellwig in Richtung Bergeborbeck und durchquert dabei Gerschede. Bis 1915 war die Straße zwischen Franzstraße und Sternstraße aufgeteilt.                                                    | Haus-Horl-Straße                                 |
| Hugo-Knippen-Straße       | 220                          | Hugo Knippen, 1903–1980, Politiker und Vorsitzender des Bürgerausschusses Borbeck | 13. Nov. 1991       | Hugo Knippen war von 1953 bis 1961 Vorsitzender des Bürgerausschusses Borbeck, dem er seit 1949 angehörte. Er engagierte sich für seinen Stadtteil, als Betriebsrat bei den Kruppschen Gas- und Wasserwerken sowie in der SPD. 1968 wurde er mit der Verdienstmedaille des Verdienstordens der Bundesrepublik Deutschland ausgezeichnet. Die nach ihm benannte Straße zwischen Hagedornstraße und Reuenberg war bis 1991 Teil der Bergheimer Straße. |                                                  |
| Hülsmannstraße            | 270 (im Stadtteil)           | Hof Hülsmann, altes Bauerngut                                                     | 9. Juli 1915        | Die Hülsmannstraße, die von der Samoastraße nach Borbeck zum Weidkamp führt, ist nach dem Hof Hülsmann am Weidkamp benannt. Es handelt sich um ein Behandigungsgut, das zum Oberhof Ehrenzell gehörte und 1536 als Hof im Hülse erwähnt ist. Die Straße hieß bis 1915 Weidstraße, zuvor bis 1896 Friedenstraße. |                                                  |
| Kamerunstraße             | 500                          | Kamerun (deutsche Kolonie)                                                        | 26. Mai 1939        | Die Kamerunstraße, die in einem Bogen von der Gerscheder Straße weg und ostwärts wieder auf sie hin führt, ist nach der ehemaligen Kolonie Deutsch-Kamerun benannt. Beim Bau der Kruppschen Siedlung 1939 benannte man alle Straßen in Bezug auf die Zeit des deutschen Kolonialismus. |                                                  |
| Kraienbruch               | 1200                         | Kraienbruch, alter Flurname                                                       | 9. Juli 1915        | Der Kraienbruch war ein Gelände, das 1827 unter 101 Interessenten aufgeteilt wurde und bis dahin 816 preußische Morgen groß war. Außerdem gab es einen bereits 1332 erwähnten Hof Kraienbruch, der zum Oberhof Borbeck gehörte. Die Straße Kraienbruch führt vom Reuenberg nordwärts, bis sie auf die Levinstraße trifft, und ist auf ganzer Länge Westgrenze von Gerschede. Bis 1915 hieß sie Grünstraße. | Kraienbruch                                      |
| Krandicks Hang            | 270                          | Hof Krandick, altes Bauerngut                                                     | 21. Okt. 1938       | Der Krandicks Hang ist eine bogenförmige Stichstraße zum Kraienbruch. Sie ist nach dem alten Hof Krandick benannt, der 1668 als Kranendyck belegt ist. | Krandicks Hang                                   |
| Levinstraße               | 700 (im Stadtteil)           | Zeche Christian Levin                                                             | 9. Juli 1915        | Die Levinstraße trägt ihren Namen nach der Zeche Christian Levin des Kölner Bergwerks-Vereins, die 1857 abgeteuft wurde und bis 1966 in Betrieb war. Diese Zeche wiederum war nach dem Kaufmann Christian Levin Lemmé benannt, der die Kölner Bergwerksgesellschaft mitbegründete. Die Levinstraße führt von Dellwig nach Borbeck-Mitte und dabei durch Gerschede. Zwischen Kraienbruch und Haus-Horl-Straße bildet sie die Grenze zu Dellwig. Bis 1915 hieß die Straße Prosperstraße, zwischen 1934 und 1946 hieß ein Teil Weithönerstraße.                                           | Baudenkmal an der Levinstrasse 161               |
| Mayskamp                  | 400                          | Hof May, altes Bauerngut                                                          | 26. Mai 1939        | Der Hof May wird in der Landmatrikel 1668 ersterwähnt und lag zwischen den Höfen Gimken und Beckermann. Er ging um 1850 auf den Landwirt Hermann Kirchmann über. Die Straße Mayskamp wurde im Feld des Hofs angelegt und führt aus Bedingrade nordwärts bis hinter die Triftstraße. Zwischen Hagedornstraße und Triftstraße bildet sie die Grenze zu Bedingrade. |                                                  |
| Münstermannstraße         | 500                          | Kotten Münstermann, altes Bauerngut                                               | 25. Juni 1963       | Der 1668 als Monstermann erwähnte und 1795 Münstermann genannte Kotten gab 1963 der Münstermannstraße ihren Namen, die von der Donnerstraße abzweigt und bogenförmig in geringem Abstand wieder zu ihr zurückführt. Bis dahin war sie Teil der Donnerstraße. An der Kreuzung Donnerstraße/Münstermannstraße befindet sich der S-Bahnhof Gerschede. | Bahnhof Essen-Gerschede an der Münstermannstraße |
| Neukölnstraße             | 100                          | Zeche Neu-Cöln                                                                    | 9. Juli 1915        | 1845 begann der Kölner Bergwerks-Verein mit dem Abteufen des Schachts Neu-Cöln, der 1851 die Förderung aufnahm. 1859 wurde er wegen eines Wassereinbruchs stillgelegt, später an die Bergwerksgesellschaft „König Wilhelm“ in Essen übertragen, 1871 durch diese gesümpft und wieder in Betrieb genommen. An der Neukölnstraße, die bis 1915 Schlägelstraße hieß, befand sich eine Arbeiterkolonie der Zeche Neu-Cöln. Sie verbindet Donner- und Pausstraße miteinander. |                                                  |
| Neuwiedweg                | 190                          | Neuwied, Stadt in Rheinland-Pfalz                                                 | 21. Okt. 1938       | Beim Bau der Siedlung im Süden von Gerschede wurden vor allem Bimssteine aus der Umgebung von Neuwied verwendet. Daher wurden die Straßen dort mit Bezug zu Neuwied benannt, so der Neuwiedweg nach der Stadt selbst. Er ist die sechste dieser Straßen (von Südwesten aus gezählt) zwischen Ackerstraße und Wiedbach. |                                                  |
| Nordlandaue               | 250                          | durch die Norwegische Europahilfe errichtet                                       | 15. Juli 1954       | An dieser Straße und am Nordlandring wurden 1954/55 25 Holzhäuser durch die Norwegische Europahilfe errichtet. Daher bildet der Name Nordland einen Bezug auf Norwegen. Die Nordlandaue liegt am Bach Schmalenbecke als Stichstraße zum Düppenberg. | Nordlandaue, Nordlandhaus                        |
| Nordlandring              | 170                          | durch die Norwegische Europahilfe errichtet                                       | 13. Dez. 1961       | An dieser Straße und an der Nordlandaue wurden 1954/55 25 Holzhäuser durch die Norwegische Europahilfe errichtet. Daher bildet der Name Nordland einen Bezug auf Norwegen. Der Nordlandring liegt ringförmig an der Straße Nordlandaue. | Nordlandring, Nordlandhaus                       |
| Palantweg                 | 210                          | Friedrich von Palant, 1535–1605, Aufsitzer des Ritterguts Haus Horl               | 4. Sep. 1963        | Friedrich von Palant war zwischen 1573 und 1606 als Nachfolger der Familie op dem Berge Aufsitzer des Ritterguts Haus Horl. Der Palantweg bildet eine Stichstraße zur Haus-Horl-Straße. |                                                  |
| Pausmühlenhegge           | 250                          | An der kurzen Hegge, alter Flurname                                               | 18. Okt. 1921       | Die Pausmühlenhegge liegt als Bogen südöstlich der Pausmühlenstraße. Daher wurden die alte Lagebezeichnung „An der kurzen Hegge“ und der Name Pausmühlenstraße zur Pausmühlenhegge kombiniert. |                                                  |
| Pausmühlenkamp            | 150                          | Bezug auf die Pausmühlenstraße                                                    | 22. Sep. 1922       | Der Pausmühlenkamp ist eine Stichstraße zur Pausmühlenstraße, die daher in Anlehnung an den Namen Pausmühlenstraße benannt worden ist. |                                                  |
| Pausmühlenstraße          | 290 (im Stadtteil)           | Pausmühle, alte Kornwassermühle                                                   | 9. Juli 1915        | Die Pausmühlenstraße führt von der Donnerstraße in nordöstliche Richtung zum Weidkamp in Borbeck-Mitte. Der Bauer Dieckmann genannt Paus errichtete 1813 hier eine Kornwassermühle, die später die Pausmühle genannt wurde. 1917 ging die Mühle auf den Bergwerksverein „König Wilhelm“ über, später dann auf die Friedrich Krupp AG. Seit 1939 wurde die Mühle elektrisch betrieben und schließlich 1970 stillgelegt. Die Pausmühlenstraße hieß bis 1915 Teichstraße. |                                                  |
| Pausstraße                | 500                          | Hof Paus, altes Bauerngut                                                         | 11. Mai 1977        | Die Pausstraße liegt zwischen Donnerstraße und Bahnstrecke, sie beginnt hinter der Neukölnstraße und endet an der Pausmühlenstraße. Sie trägt ihren Namen nach dem Hof Paus auf’m Weidkamp, der als Behandigungsgut zum Oberhof Borbeck gehörte. Bis 1977 hieß die Straße Gartenstraße. |                                                  |
| Raiffeisenweg             | 190                          | Friedrich Wilhelm Raiffeisen, 1818–1888, deutscher Sozialreformer                 | 21. Okt. 1938       | Beim Bau der Siedlung im Süden von Gerschede wurden vor allem Bimssteine aus der Umgebung von Neuwied verwendet. Daher wurden die Straßen dort mit Bezug zu Neuwied benannt, so der Raiffeisenweg aufgrund der von Friedrich Wilhelm Raiffeisen in Neuwied gegründeten ersten genossenschaftlichen Spar- und Darlehenskasse. Der Raiffeisenweg ist die fünfte dieser Straßen (von Südwesten aus gezählt) zwischen Ackerstraße und Wiedbach. |                                                  |
| Reinhold-Unterberg-Weg    | 300                          | Johannes Unterberg (Pater Reinhold), 1893–1940, Geistlicher und Widerständler     | 7. Nov. 1990        | Der Dellwiger Johannes Unterberg, der nach seinem Beitritt zum Orden der Salvatorianer im Mai 1925 den Namen Pater Reinhold trug, war ein Geistlicher, der Widerstand gegen den Nationalsozialismus leistete, deswegen von 1933 bis 1939 in Schutzhaft genommen und im Dezember 1939 ins KZ Sachsenhausen verschleppt wurde, wo er starb. Der nach ihm benannte Reinhold-Unterberg-Weg liegt an der Ewald-Dutschke-Straße. |                                                  |
| Rengsdorfer Heim          | 160                          | Rengsdorf, Kurort bei Neuwied                                                     | 21. Okt. 1938       | Beim Bau der Siedlung im Süden von Gerschede wurden vor allem Bimssteine aus der Umgebung von Neuwied verwendet. Daher wurden die Straßen dort mit Bezug zu Neuwied benannt, so nach Rengsdorf. Die Straße trägt den Zusatz Heim in Bezug auf das Kinderkurheim Haus Hohenwald der Stadt Essen. Die Straße Rengsdorfer Heim ist die zweite dieser Straßen (von Südwesten aus gezählt) zwischen Ackerstraße und Wiedbach. |                                                  |
| Reuenberg                 | 750 (im Stadtteil)           | Reuenberg, alter Flurname                                                         | 9. Juli 1915        | Der Name Reuenberg ist 1444 als Roenberg und Royenberg belegt. In der Landmatrikel taucht er als Röhenberg auf. 1866 wird das Reuenbergsfeld genannt. Die Straße Reuenberg, die aus Bedingrade nordwärts durch Gerschede bis nach Dellwig führt und zwischen Hugo-Knippen-Straße und Kraienbruch die Stadtteilgrenze zu Dellwig bildet, trug ursprünglich den Namen Bergstraße, seit 1895 Reuenbergerstraße und seit 1915 Reuenberg. |                                                  |
| Samoastraße               | 160                          | Deutsch-Samoa, ehemalige deutsche Kolonie                                         | 26. Mai 1939        | Die Samoastraße, die Hansemann- und Hülsmannstraße miteinander verbindet, ist nach der ehemaligen Kolonie Deutsch-Samoa benannt. Beim Bau der Kruppschen Siedlung 1939 benannte man alle Straßen in Bezug auf die Zeit des deutschen Kolonialismus. |                                                  |
| Steinpfad                 | 100                          | steiniger Weg                                                                     | 25. Apr. 1962       | Bei dieser Stichstraße zur Kamerunstraße handelt es sich um einen alten steinigen Weg im Zuge der Gerscheder Straße, der im Volksmund Stenstepken genannt wurde. Die hochdeutsche Form dieses Namens wurde 1962 offiziell übernommen: Steinpfad. |                                                  |
| Stratmanns Hang           | 450                          | Hof Stratmann, altes Bauerngut                                                    | 8. Mai 1933         | Der Hof Stratmann war ein Leibgewinngut des Damenstifts Stoppenberg. Bis 1723 gehörte er einer Familie von Bodelschwingh. Bis 1835 blieb der Hof an die Familie Stratmann verpachtet, dann wurde der Pumpenmacher Johann Wilms Aufsitzer des Hofs. Die Straße Stratmanns Hang liegt am alten Hof Stratmann und verbindet Triftstraße und Gerscheder Straße. |                                                  |
| Südseestraße              | 190                          | Südsee, Bezug auf die deutschen Kolonien im Südpazifik                            | 26. Mai 1939        | Beim Bau der Kruppschen Siedlung 1939 benannte man alle Straßen in Bezug auf die Zeit des deutschen Kolonialismus. So bezieht sich auch der Name der Südseestraße zwischen Düppenberg und Askaristraße auf den Besitz, den das Deutsche Reich in der Südsee hatte (zum Beispiel die Karolinen, die Marianen und die Palau-Inseln). |                                                  |
| Tangabucht                | 100                          | Schlacht bei Tanga                                                                | 26. Mai 1939        | Beim Bau der Kruppschen Siedlung 1939 benannte man alle Straßen in Bezug auf die Zeit des deutschen Kolonialismus. Der Name der Stichstraße zum Düppenberg erinnert an den Sieg der deutschen Schutztruppe über englische Soldaten in der Bucht bei Tanga im November 1914. An der Straße Tangabucht liegt die katholische Gerscheder Kirche St. Paulus. | St. Paulus-Kirche an der Tangabucht              |
| Triftstraße               | 700 (im Stadtteil)           | Viehtrift                                                                         | 14. Aug. 1896       | Die Triftstraße liegt auf der seit 1444 urkundlich erwähnten Gerscheder Viehtrift, durch die das Vieh zum Weiden an die Emscher getrieben wurde. Sie führt von der Gerscheder Straße südwärts bis nach Bedingrade. |                                                  |
| Weidenstraße              | 220                          | altes Gerscheder Weideland                                                        | 9. Juli 1915        | An der Weidenstraße lagen früher Wiesen und Weiden der Gerscheder Bauern. Die Straße bildet eine Stichstraße zur Donnerstraße und hieß bis 1915 Wiesenstraße. 1965 wurde der nördlich der Bahnstrecke gelegene Teil von der Weidenstraße abgetrennt und erhielt den eigenen Namen Gerscheder Weiden. |                                                  |
| Wiedbach                  | 600                          | Wiedbach, Fluss bei Neuwied                                                       | 21. Okt. 1938       | Beim Bau der Siedlung im Süden von Gerschede wurden vor allem Bimssteine aus der Umgebung von Neuwied verwendet. Daher wurden die Straßen dort mit Bezug zu Neuwied benannt, so nach dem Wiedbach. Die Straße Wiedbach bildet die südliche Achse dieser Siedlung, sie führt parallel zur Ackerstraße nahe am Pausmühlenbach von der Triftstraße bis zum Düppenberg. |                                                  |
| Wilmsweg                  | 500 (im Stadtteil)           | Johann Wilms, Aufsitzer auf dem Hof Stratmann                                     | 26. Mai 1939        | 1835 wurde der Kotten Stratmann an den Pumpenmacher Johann Wilms aus Gerschede verkauft. Der Wilmsweg, der aus Bedingrade kommt und parallel zur Ackerstraße verläuft, bevor er in einem Bogen auf sie trifft, wurde nach ihm benannt. |                                                  |
| Windhukweg                | 90                           | Windhuk, Hauptstadt der ehemaligen deutschen Kolonie Deutsch-Südwestafrika        | 26. Mai 1939        | Der Name Windhukweg erinnert an die alte Kolonie Deutsch-Südwestafrika. Beim Bau der Kruppschen Siedlung 1939 benannte man alle Straßen in Bezug auf die Zeit des deutschen Kolonialismus. Der Windhukweg bildet eine Stichstraße zur Hansemannstraße. |                                                  |
| Woltersberg               | 160                          | Woltersberg, volkstümlicher Flurname                                              | 13. Dez. 1961       | Der Berg, an dessen Hang diese Stichstraße zur Kamerunstraße verläuft, trägt im Volksmund den Namen Woltersberg. Der letzte Bauer, der diesen Berg bewirtschaftete, Bauer Kleine Eggebrecht, hieß auch Woltersbauer. Die Herkunft des Namens ist nicht bekannt. |                                                  |

## Liste nicht mehr vorhandener Straßennamen in Gerschede
Einige der nicht mehr vorhandenen Straßennamen in Gerschede stammen aus der Zeit des Bürgermeisters Rudolf Heinrich, der zwischen 1881 und 1907 das Amt innehatte und sich in den 1890er-Jahren für die Benennung der Straßen einsetzte. Damals war es noch nicht üblich, den Straßennamen an Beginn und Ende einer Straße zu setzen, da die Bebauung nicht sehr dicht war, deswegen befanden sich die Straßennamen auch auf den Hausnummernschildern. Damit dies möglichst machbar war, gab Heinrich den Straßen äußerst kurze Namen. Hierzu zählen im Stadtteil die Bergstraße, die Bornstraße, die Franzstraße, die Grünstraße, die Hagstraße, die Steinstraße, die Sternstraße und die Weidstraße.
Die meisten Straßennamen wurden 1915 nach der Eingemeindung der Bürgermeisterei Borbeck in die Stadt Essen geändert, um Dopplungen zu vermeiden.
| Name               | von           | bis           | umbenannt in (aktuell)                                     | Herleitung | Bemerkungen |
| ------------------ | ------------- | ------------- | ---------------------------------------------------------- | --- | --- |
| Bergstraße         | 30. Apr. 1891 | 20. Nov. 1895 | → Reuenberg                                                | Die Straße führt von Dellwig aus bergan.                                                                                               | Nach 1895 hieß die Straße zunächst Reuenbergerstraße. |
| Bornstraße         | 22. Jan. 1897 | 9. Juli 1915  | → Ackerstraße                                              | | |
| Gartenstraße       |               | 9. Juli 1915  | → Pausstraße                                               | | |
| Franzstraße        | 8. Okt. 1896  | 9. Juli 1915  | → Haus-Horl-Straße                                         | | 1915 wurden die Franzstraße und die Sternstraße zur Haus-Horl-Straße zusammengefasst.                                                                                                  |
| Friedenstraße      | 30. Apr. 1891 | 8. Okt. 1896  | → Hülsmannstraße                                           | | Nach 1896 hieß die Straße zunächst Weidstraße. |
| Grünstraße         | 30. Apr. 1891 | 9. Juli 1915  | → Kraienbruch                                              | | |
| Hagstraße          |               | 9. Juli 1915  | → Hagedornstraße                                           | Bezug auf den Kotten Hagedorn | |
| Karl-Peters-Straße | 29. Mai 1939  | 14. Juni 2003 | → Bischof-Franz-Wolf-Straße                                | Carl Peters, 1856–1918, deutscher Afrikaforscher                                                                                       | Aufgrund der rassistischen und imperialistischen Ideologie, die Peters vertreten hatte, wurde die 1939 in der Zeit des Nationalsozialismus benannte Karl-Peters-Straße 2003 umbenannt. |
| Prosperstraße      | 30. Apr. 1891 | 9. Juli 1915  | → Levinstraße                                              | | |
| Reuenbergerstraße  | 20. Nov. 1895 | 9. Juli 1915  | → Reuenberg                                                | Reuenberg, Flurname | Bis 1895 hieß die Straße Bergstraße. |
| Schlägelstraße     | 22. Jan. 1897 | 9. Juli 1915  | → Neukölnstraße                                            | | |
| Steinstraße        | 30. Apr. 1891 | 9. Juli 1915  | aufgeteilt zwischen → Düppenberg und → Gerscheder Straße   | Möglicherweise besteht ein Bezug zum nahegelegenen Steinpfad, der bereits vor seiner Benennung im Volksmund Stenstepken genannt wurde. | 1933 wurde ein Teil des Düppenbergs und damit der ehemaligen Steinstraße der Gerscheder Straße zugeordnet.                                                                             |
| Sternstraße        | 8. Okt. 1896  | 9. Juli 1915  | → Haus-Horl-Straße                                         | | 1915 wurden die Franzstraße und die Sternstraße zur Haus-Horl-Straße zusammengefasst.                                                                                                  |
| Teichstraße        |               | 9. Juli 1915  | → Pausmühlenstraße                                         | | |
| Weidstraße         | 8. Okt. 1896  | 9. Juli 1915  | → Hülsmannstraße                                           | | |
| Weithönerstraße    | 12. Nov. 1934 | 22. Mai 1946  | → Levinstraße                                              | | 1946 wurde die Weithönerstraße mit der Levinstraße zusammengefasst. |
| Wiesenstraße       | 30. Apr. 1891 | 9. Juli 1915  | aufgeteilt zwischen → Gerscheder Weiden und → Weidenstraße | Hier befand sich das Weideland der Gerscheder Bauern.                                                                                  | 1965 wurde der nördlich der Bahnstrecke gelegene Teil der Weidenstraße abgetrennt und erhielt den Namen Gerscheder Weiden.                                                             |